# Поселённые войска
Поселённые войска, Поселенное войско — специфическая организационная форма войсковых частей, в которых личный состав совмещает военную службу с ведением традиционного сельского хозяйства.
Как правило, к созданию таких войск прибегали для сокращения издержек на содержание вооружённых сил; их преимущественным назначением являлась охрана приграничных территорий. На начало XX столетия из новейших типов поселенные войск важнейшими были русские казаки и шведская индельта.

## История
Первое известное появление такого рода несения воинской службы отмечено ещё в Древней Греции и Древнем Риме.
В Средние века поселённые войска создавались в целом ряде европейских государств (Польша, Венгрия, Швеция, Германия и так далее) В X—XI веках киевские князья в качестве поселённых войск использовали на южных окраинах государства целые племена (торков, берендеев и других), которые расселялись в целях отражения внезапных набегов степных кочевников. 
Во времена феодальной раздробленности XII—XV веков поселённые войска на Руси имелись во всех пограничных княжествах. В XVI—XVII веках к поселённым войскам были причислены стрельцы, пушкари, городовые казаки, а с 40-х годов XVII века пашенные солдаты и драгуны. 
В XVIII—XIX веках российские поселённые войска включали в себя гусарские полки на Украине, из сербов, венгерцев, волохов, молдаван и других, и в Поволжье, солдатские полки в Карелии и Прибалтике, терских, уральских, волжских, кубанских и других казаков, привлекавшихся как для несения пограничной службы, так и для военных действий в виде иррегулярных войск.
Поселёнными войсками являлись также войска военных поселений России (1810—1857 годы).